# Firuzkuh
Firuzkuh (pers. فيروزكوه) – miasto w Iranie, w ostanie Teheran. W 2011 roku miasto liczyło 20 371 mieszkańców.